# Jason Dourisseau
Jason Dourisseau (7 december 1983) is een basketballer uit de Verenigde Staten met de Nederlandse nationaliteit. Dourisseau speelt voor Donar Groningen.

## Carrière
Dourisseau speelde van 2002 tot 2006 bij Nebraska in de NCAA. Daarna vertrok hij naar Duitsland om te gaan spelen voor Ludwigsburg. Na hier twee seizoenen gespeeld te hebben vertrok hij naar IJsland om bij KR Reykjavik te gaan spelen. Dourisseau draaide een goed seizoen met 16,7 punten en 7 rebounds gemiddeld. Mede door Dourisseau werd Reykjavik dan ook kampioen. In het hele seizoen werden er maar vier wedstrijden verloren.
In 2009 wisselde Dourisseau weer van club. Deze keer ging hij naar Groningen om voor de GasTerra Flames(nu Donar) te gaan spelen. Het eerste seizoen werd Dourisseau kampioen, na een 4-1-overwinning in de finale. In het tweede seizoen won Groningen de NBB-Beker, maar greep het naast het kampioenschap in game 7 van de finale tegen Leiden. Op individueel gebied ging het wel goed met Dourisseau, hij werd gekozen tot de MVP van de competitie. Na deze twee seizoenen vertrok bijna het gehele team, maar Dourisseau bleef samen met Sander de Roos. Hakim Salem werd zijn nieuwe coach. In dat jaar werd het team uitgeschakeld in de halve finale van de playoffs. Kort daarna werd bekend dat Dourisseau nog minstens twee jaar voor Donar zal spelen.
Het seizoen 2013/14 was het laatste Donar-seizoen voor Dourisseau. Dit seizoen werd het landskampioenschap én de NBB-Beker gewonnen. Na het seizoen werd bekendgemaakt dat als eerbetoon aan Dourisseau er een tribune in MartiniPlaza naar hem vernoemd werd.
Na een seizoen in Duitsland met S.Oliver Baskets, keerde Dourisseau in 2015 terug bij Donar door een 2-jarig contract te tekenen.
In 2017 tekende hij opnieuw twee seizoenen bij en in juni 2019 maakte de club bekend dat Dourisseau ook voor een tiende seizoen bij Donar zou gaan.

## Erelijst
IJsland
- Landskampioen (1): 2009
- Premier League MVP (1): 2009

 Nederland
- Nederlands kampioen (5): 2010, 2014, 2016, 2017, 2018
- NBB Beker (4): 2011, 2014, 2017, 2018
- Supercup (2): 2016, 2018

Individuele prijzen:
- Most Valuable Player (1): 2012
- All-Star Team (1): 2011
- Defensive Player of the Year (2): 2013, 2014
- All-Defense Team (2): 2014, 2017
- All-Star (6): 2011, 2012, 2013, 2014, 2016, 2017

Speciaal:
- Jason Dourisseau-tribune in MartiniPlaza (sinds 2014)

## Statistieken
Dutch Basketball League
| Jaar                             | Team      | GS | MPW  | 2P%  | 3P%  | VW%  | RPW | APW | SPW | BPW | PPW  |
| -------------------------------- | --------- | -- | ---- | ---- | ---- | ---- | --- | --- | --- | --- | ---- |
| 2009–10                          | Groningen | 45 | 29.7 | .628 | .277 | .552 | 5.8 | 2.2 | 2.5 | 0.2 | 11.8 |
| 2010–11                          | Groningen | 50 | 29.0 | .588 | .342 | .509 | 5.0 | 2.2 | 2.3 | 0.0 | 11.4 |
| 2011–12                          | Groningen | 37 | 29.1 | .539 | .338 | .519 | 6.4 | 1.7 | 1.3 | 0.2 | 12.2 |
| 2012–13                          | Groningen | 40 | 27.9 | .519 | .222 | .571 | 5.5 | 2.4 | 1.9 | 0.3 | 11.3 |
| 2013–14                          | Groningen | 34 | 29.6 | .601 | .408 | .479 | 5.4 | 2.1 | 1.7 | 0.2 | 11.1 |
| 2015–16                          | Groningen | 27 | 27.5 | .517 | .370 | .646 | 4.9 | 2.6 | 1.5 | 0.2 | 13.0 |
| 2016–17                          | Groningen | 45 | 26.9 | .522 | .301 | .657 | 4.7 | 2.3 | 1.3 | 0.2 | 12.5 |
| 2017–18                          | Groningen | 60 | 25.3 | .478 | .328 | .733 | 5.0 | 2.2 | 1.0 | 0.2 | 9.9  |
| 2018–19                          | Groningen | -- | --.- | .--- | .--- | .--- | -.- | -.- | -.- | -.- | -.-  |
| Laatste update: 24 augustus 2018 |           |    |      |      |      |      |     |     |     |     |      |

|  | Lijstaanvoerder competitie |